# Talassoterapia
Talassoterapia (do grego clássico: thalassa, mar) é a designação dada ao uso de água do mar como uma forma de terapia, consistindo no uso sistemático da água do mar, de lamas e areias marinhas e de outros produtos do mar para fins de saúde e bem-estar.